# Гусейнов, Гадир
Гадир Гусейнов (азерб. Qədir Hüseynov, 21 мая 1986, Москва) — азербайджанский шахматист, гроссмейстер (2002).
В 1994 году, после победы на чемпионате Европы в Румынии, будучи в возрасте 8 лет, заняв первое место он не только получил звание самого молодого мастера ФИДЕ в мире и попал в Книгу рекордов Гиннесса, но и стал первым шахматистом в Азербайджане, впервые в истории шахмат Азербайджана принёс золотую медаль.

## Биография
Гадир Гусейнов родился 21 мая 1986 года в Москве. Отец шахматиста — доктор, мать — юрист. Имеет двух сестёр, старшая из которых тоже учится на доктора, а младшая изучает иностранные языки в колледже. Шахматам Гадира научил играть отец, когда ему было 6 лет. Впервые пошёл в шахматную школу в Гяндже. Спустя год после переезда в другой город Гусейнов каждый день с отцом, который работал в Гяндже, ездил туда и возвращался вместе с отцом поздно вечером. Вскоре заняв третье место на чемпионате Республики, он получил право поехать на чемпионат Европы среди юношей, где занял первое место. Обучался в шахматной школе Москвы вместе с такими знаменитыми шахматистами, как Александра Костенюк, Борис Грачёв, Станислав Новиков, Михаил Кобалия, Леонид Криц, Александр Рязанцев и многие другие.
Первым тренером Гадира был кандидат в мастера спорта Шахин Гаджиев, далее вклад в его развитие внёс Гурвич. В 1998 году семья переехала в Баку. Некоторое время Гусейнов работал с Михаилом Шуром, затем начал работать полностью самостоятельно.. (англ.)
В 2002 году, в возрасте 15 лет выполнил норму международного гроссмейстера. С этого времени неизменно входит в состав сборной Азербайджана, вместе с которой участвует во всех Олимпиадах и европейских командных первенствах.
Гусейнов входил в состав сборной Азербайджана, которая 7-9 мая 2009 года сыграла против сборной Мира в Баку в рамках Кубка Президента Азербайджана Гейдара Алиева.

## Рейтинг
На апрель 2009 года Гусейнов имел рейтинг 2659 и занимает 65-е место в рейтинг-листе активных шахматистов ФИДЕ. В европейском рейтинг-листе активных шахматистов занимал 53 место, в национальном рейтинге на 4 месте.

## Достижения
Впервые в истории мировых шахмат в 8 лет стал Мастером ФИДЕ.
- 1994 — чемпион Европы до 10 лет. Бэиле-Херкулане, Румыния.
- 1994 — самый молодой мастер ФИДЕ в мире
- 1995 — 2 место на чемпионате Москвы до 10 лет
- 1995 — чемпион России до 10 лет
- 1996 — чемпион Москвы и России до 10 лет
- 1996 — бронзовый призёр чемпионата Европы до 10 лет
- 1997 — серебряный медалист чемпионата Европы до 12 лет
- 1998 — чемпион России до 12 лет
- 1998 — бронзовый призёр чемпионата Европы до 12 лет

## Изменения рейтинга
| Графики недоступны из-за технических проблем. См. информацию на Фабрикаторе и на mediawiki.org. |